# Hintere Suwaldspitze
Die Hintere Suwaldspitze ist ein 2159 m ü. A. hoher Berg in den Lechtaler Alpen in Tirol. Die nächstgelegenen Orte sind Miteregg im Westen und Berwang im Norden. Der Gipfel ist nur weglos zu erreichen.

## Umgebung
Die Hintere Suwaldspitze befindet sich in der Loreagruppe westlich der Steinmandlspitze, mit der sie durch einen Schrofengrat verbunden ist. Im Nordwesten schließt sich die durch einen markierten Steig erschlossene Vordere Suwaldspitze und der Hönigkamm an. Der vorherrschende Hauptdolomit sorgt für Latschenfelder auf der Südseite und zerborstene Abbrüche nach Norden.

## Besteigung
Die beiden Zustiege auf die Hintere Suwaldspitze sind weglos und erfordern Trittsicherheit. 
- Vom Sonnbergsattel über die Vordere Suwaldspitze

Von Berwang über den Hönigkamm oder kürzer durch das Älpeletal zum Sonnbergsattel, dort über den ausgeschilderten Pfad zur Vorderen Suwaldspitze (oder an dieser vorbei) und weiter weglos über den breiten Schrofengrat zum Gipfel. 2,5 Std. ab Berwang via Älpeletal
- Von der Steinmandlspitze

Von der Steinmandlspitze nahe der Kante über die schrofige Südwestflanke, einen felsigen Aufschwung links umgehend, hinab zum tiefsten Punkt. Weiter über den latschenbewachsenen Grat (I) oder noch tiefer über Pfadspuren in der Südflanke wieder hinauf zum Gipfel. 45 Min. ab Steinmandlspitze